# Michael Waldron
Michael Waldron (23 de abril de 1987) es un guionista y productor de televisión estadounidense, conocido por su trabajo en televisión como productor de series como Rick y Morty, Loki y Heels, además de películas como Doctor Strange en el multiverso de la locura.

## Carrera
En febrero de 2014, Waldron se inscribió en el programa de escritura de guiones máster en Bellas Artes en la Universidad de Pepperdine y fue pasante en el programa de Adult Swim Rick y Morty durante su primera temporada cuando fue contratado por el cocreador del programa, Dan Harmon, para ser parte del personal de producción de la serie Community de la NBC de Harmon para su quinta temporada. En febrero de 2017, estaba escribiendo la serie Heels para Starz. En agosto de 2017, fue productor ejecutivo de la serie Good Game de YouTube Premium.
En febrero de 2019, fue contratado como guionista principal y productor ejecutivo de la serie de Disney+ Loki (2021). En noviembre de ese año, después de producir varios episodios de Rick and Morty, Waldron escribió el episodio de la cuarta temporada «The Old Man and the Seat». En febrero de 2020, comenzó a escribir el guion de la película Doctor Strange en el multiverso de la locura (2022). En enero de 2021, fue contratado para escribir una película sin título de Star Wars de Kevin Feige, al mismo tiempo que firmó un acuerdo general con The Walt Disney Company.

## Filmografía
| Año           | Título                                       | Escritor | Productor | Notas                               |
| ------------- | -------------------------------------------- | -------- | --------- | ----------------------------------- |
| 2014          | Community                                    | No       | No        | 13 episodios                        |
| 2017          | Good Game                                    | No       | Ejecutivo | 6 episodios                         |
| 2019–2020     | Ricky y Morty                                | Sí       | Sí        | Episodio «The Old Man and the Seat» |
| 2021–presente | Loki                                         | Sí       | Ejecutivo | 6 episodios                         |
| 2021–presente | Heels                                        | Sí       | Ejecutivo | 8 episodios                         |
| 2022          | Doctor Strange en el multiverso de la locura | Sí       | No        | [ 14 ]                              |